# Don Rosa
Keno Don Hugo Rosa, conhecido pelo nome artístico Don Rosa, (Louisville, 29 de Junho de 1951) é um roteirista e desenhista norte-americano de histórias em quadrinhos, considerado o sucessor artístico de Carl Barks.
Em 1987, começou a escrever as histórias em quadrinhos Disney do Pato Donald para as editoras Gladstone e Egmont, com ênfase no Tio Patinhas.
Entre as obras de maior importância do desenhista, está A saga do Tio Patinhas, que mostra, segundo fatos e pistas apresentadas durante toda a obra de Carl Barks, como o muquirana conseguiu fazer sua fortuna. Onde também faz a árvore genealógica da Família Pato. A primeira história que Don Rosa desenhou para a Disney foi a história O Filho do Sol, de 1987.
É considerado o herdeiro artístico de Carl Barks, e costuma fazer continuações diretas de histórias do mesmo, tais quais como: De Volta a Quadradópolis (continuação de Perdidos nos Andes), Uma Carta de Casa (O Segredo do Castelo), Último Trenó para Dawson (Em Busca do Ouro), dentre outras.